# Andijan
Andijan (en ouzbek : Andijon, Андижон; en kirghize : Анжиян; en russe : Андижан) est une ville d'Ouzbékistan et la capitale administrative de la province d'Andijan. Elle est située dans la vallée de Ferghana, à l'est du pays, près de la frontière avec le Kirghizistan.
Sa population est estimée à 318 439 habitants en 2005 et à 380 000 habitants en 2012.

## Histoire
Andijan était une étape importante sur la route de la soie, se trouvant approximativement à mi-chemin entre Kachgar et Khodjent.
La ville est connue également comme le lieu de naissance de Zahiruddin Bâbur (1483-1530), le fondateur de la dynastie moghole en Inde. Un musée, inauguré en 1989, lui est consacré à Andijan.
Elle entre dans l'Empire russe en 1876 après la défaite du khanat de Kokand et fait partie de la province de Ferghana, dont elle est une ville de district. 
Un soulèvement contre les autorités impériales a lieu en 1898. 
La ville est gravement endommagée par un tremblement de terre en 1902 et près de quatre mille habitants trouvent la mort.
L'ancien Andijan est situé au sud-est de la vallée de Fergana, entouré de collines pittoresques. Cette ville est fière de sa vénération de 2000 ans, et d'être la ville natale du célèbre poète et commandant, Mohammed Zahiruddin Babur, qui représente la grande dynastie de Tamerlan, le père de l'empire moghol en Inde. Aujourd'hui, la maison de Babur à Andijan peut être visitée.
À l'époque soviétique, la vallée de la Ferghana est partagée entre trois républiques socialistes soviétiques d'Asie centrale.
Andijan fait partie de la RSS d'Ouzbékistan. 
La vallée et les républiques sont surtout prises par la culture intensive du coton. 
Pendant la Seconde Guerre mondiale (appelée ici Grande Guerre patriotique), un grand nombre de citoyens soviétiques est déplacé et évacué en Asie centrale et Andijan accueille sa part de réfugiés. 
La chute de l'URSS en 1991 provoque l'écroulement de l'économie avec la fermeture des entreprises dont le modèle économique est devenu obsolète. 
Les habitants russophones et qualifiés quittent la ville. 
Les années 1990 sont celles de la prise de pouvoir de clans liés à des intérêts économiques et la population s'appauvrit dramatiquement. 
En réaction, des groupuscules islamiques radicaux se forment. 
Les frontières ferment par période pour empêcher l'infiltration de bandes, mais cela ne fait qu'augmenter la crise. 
En mai 2003, un fondamentaliste islamiste, Azizbek Karimov, est arrêté sous l'accusation de préparer un attentat terroriste fomenté par le mouvement islamique d'Ouzbékistan. Il est inculpé et exécuté en avril 2004.

### La répression d'Andijan en 2005
Dans la nuit du 12 au 13 mai 2005, un commando prend d'assaut une prison à Andijan pour libérer plusieurs centaines de personnes dont 23 hommes d'affaires, accusés de terrorisme islamiste. 
Ils occupent plusieurs bâtiments publics et établissent une tribune où plusieurs habitants prennent la parole et dénoncent la pauvreté et la dictature. 
Pour réprimer l'insurrection, les autorités envoient l'armée, qui ouvre le feu sur la manifestation. 
Cette version est récusée par les autorités, qui y voient une tentative de déstabilisation, et déclarent qu'aucun civil non armé n'a été touché.

## Patrimoine
- Mosquée Jame

## Population
| Année                         | 1897 | 1939 | 1959 | 1970 | 1979 | 1989 | 1991 | 1999 | 2011  |
| Population, en millier d'hab. | 57   | 105  | 161  | 198  | 230  | 293  | 333  | 303  | 379,4 |

La majorité de la population est ouzbèke ou kirghize avec de petites minorités d'ethnies russe, arménienne et tatare, ainsi que quelques Tsiganes, Tadjiks, Azerbaïdjanais, etc.

## Personnalités
Mahammatkodir Abdoollayev (1973-), champion olympique de boxe en 2000.

## Transports
Andijan est le terminus du chemin de fer transcaspien depuis 1898. La gare d'Andijan se trouve sur la ligne du transaral depuis 1889.
Andijan possède un aéroport (code AITA : AZN).

## Galerie

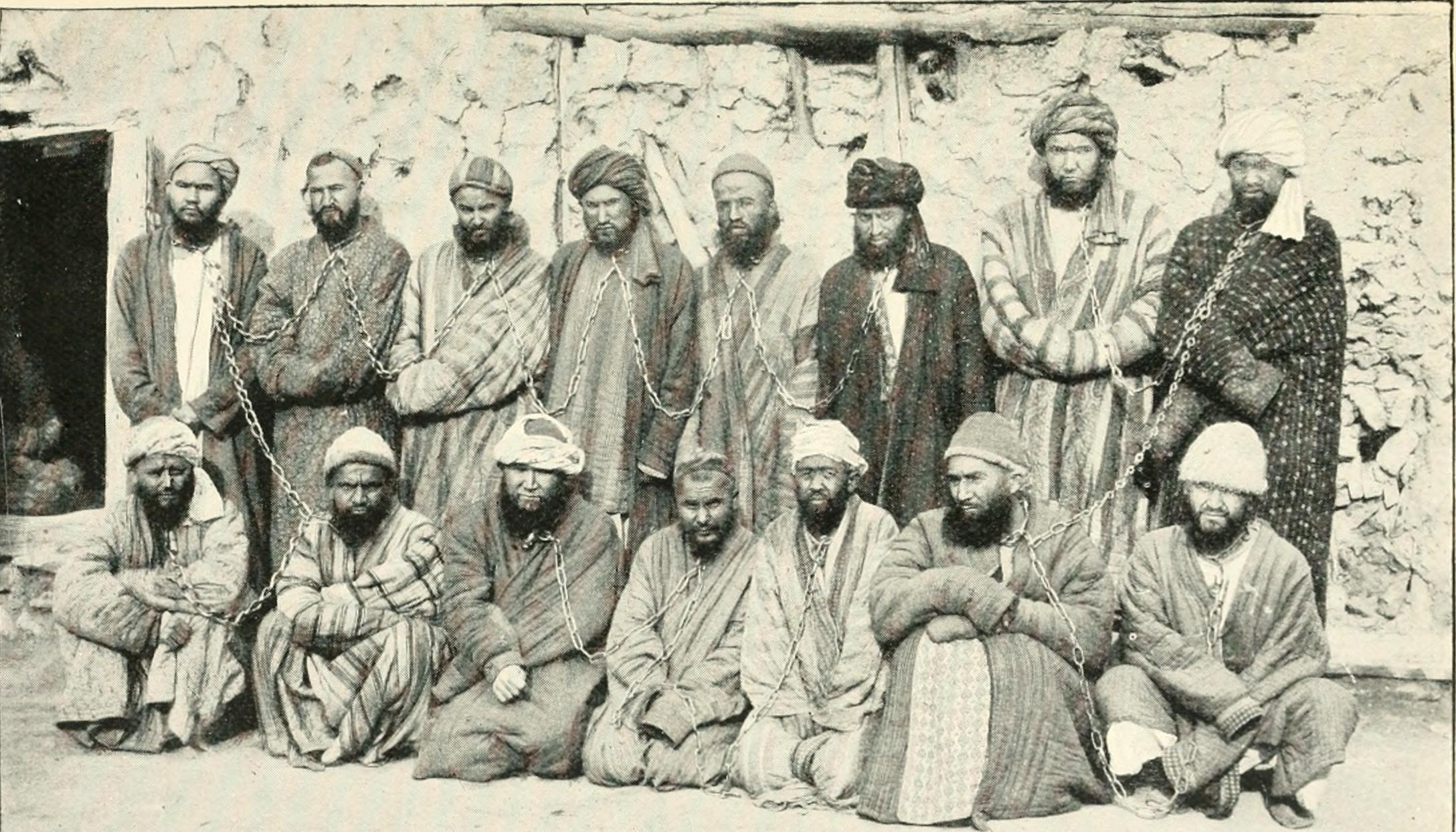
Groupe d'hommes, vers 1915
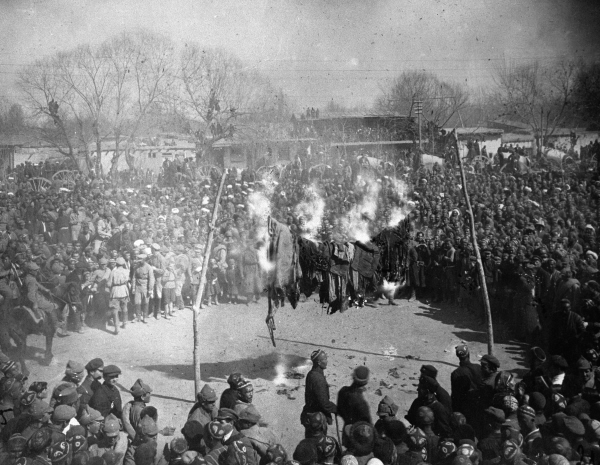
Cérémonie de crémation de voiles, 1927, Hujum (en)
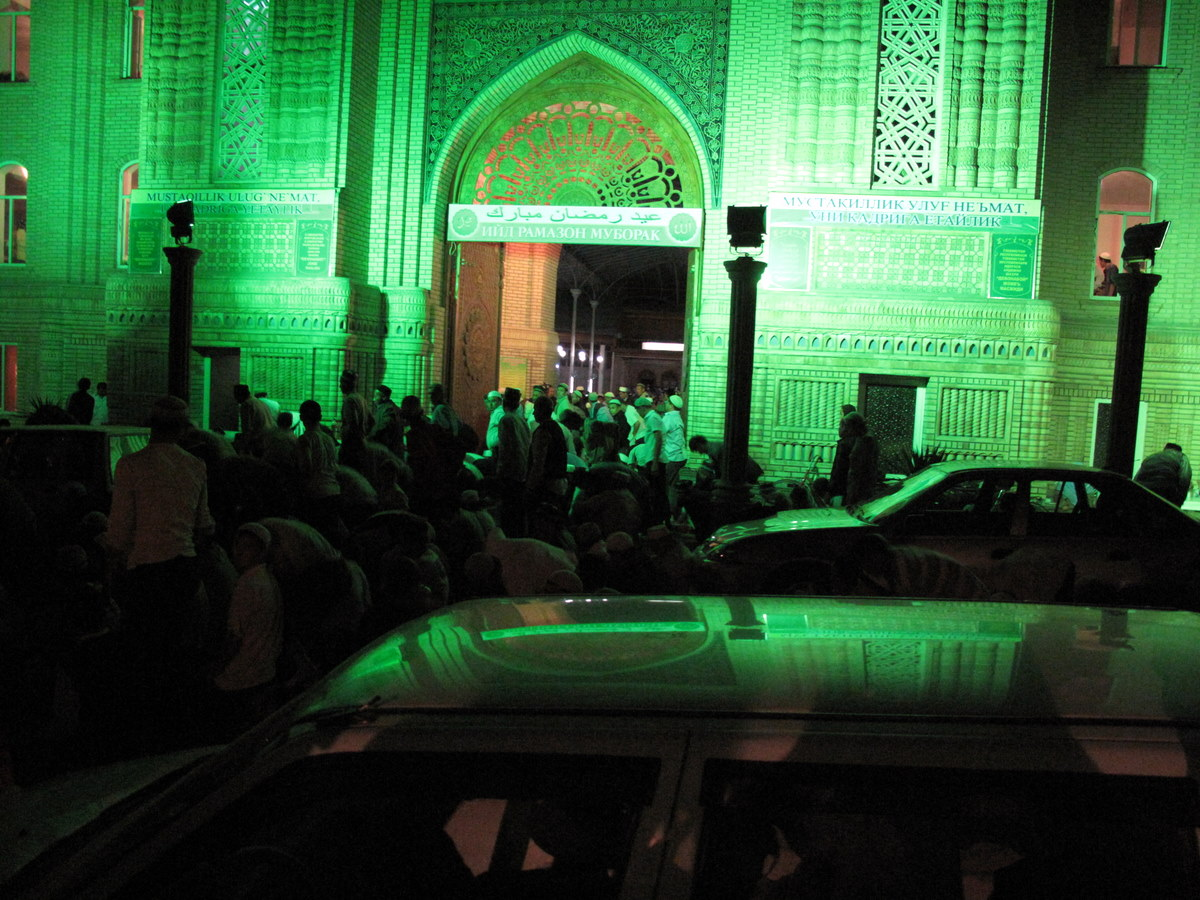
Dernier vendredi de Ramadan à Andijan